# Toni Lecha Berges
Toni Lecha Berges (Châteauneuf-sur-Loire, 14 de febrer de 1943 - Barcelona, 19 de juny de 2013) fou un activista polític independentista català. Participà en la fundació del Moviment de Defensa de la Terra (MDT) i la Candidatura d'Unitat Popular (CUP) de Girona. A la dècada dels noranta va ser representant de la Comissió de Portaveus dels Presos i Encausats Independentistes, creada el 1992 arran de l'«Operació Garzón».
Lecha va néixer a Châteauneuf-sur-Loire el 1943 al si d'una família republicana exiliada. De pare gironí i mare aragonesa, durant els anys setanta va militar en organitzacions antifranquistes com el PSUC i Bandera Roja, i va ser membre, també, de l'Assemblea de Catalunya. Durant els anys vuitanta es va incorporar a l'independentisme on va desenvolupar activament l'activitat política en partits independentistes fins a la seva mort.
El 1984 va participar en la fundació del Moviment de Defensa de la Terra (MDT), després d'haver passat per Nacionalistes d'Esquerra. A la dècada dels noranta va ser representant de la Comissió de Portaveus dels Presos i Encausats Independentistes, creada el 1992 arran de l'«Operació Garzón». El 2002 va impulsar la creació de nuclis de la Candidatura d'Unitat Popular. En els últims temps va participar en diverses iniciatives en defensa de l'autodeterminació, com la Plataforma pel Dret de Decidir, Girona Decideix o l'Assemblea Nacional Catalana.
A Girona, en els darrers anys, havia destacat per la seva implicació en les lluites en defensa de les hortes de Santa Eugènia i el parc de les Pedreres. També va impulsar la Xarxa pels Drets Socials de Girona i estava afiliat a la Coordinadora Obrera Sindical i al Casal Independentista El Forn. Així mateix va lluitar per la recuperació de la memòria història i la difusió del republicanisme a les comarques gironines.